# Ricardo Becher
Ricardo Becher (Buenos Aires, 1930 – ibídem, 28 d'agost de 2011) va ser un director de cinema, guionista i periodista argentí.

## Carrera
Va dirigir dotze pel·lícules entre 1955 i 2006. La seva pel·lícula de Tiro de gracia va ser la primera pel·lícula argentina amb una banda sonora gravada per un grup de rock del país, Manal, a més de comptar amb l'actuació de Javier Martínez. Va ser inscrita al 19è Festival Internacional de Cinema de Berlín.
Va treballar amb Leopoldo Torre Nilsson com a director assistent en quatre pel·lícules.
Durant la dècada de 1970 es va dedicar de ple a la publicitat. En els anys 1990 Becher va fer una carrera com a professor de cinema i va publicar dues novel·les. En 2006 es va projectar la seva última pel·lícula al VI BAFICI (Buenos Aires Festival Internacional de Cinema Independent), on es va fer una retrospectiva de les seves pel·lícules. Va ser fundador de la NED Neoexpressionisme digital, una manera de transformar les imatges de vídeo (imatge Món) pels filtres de postproducció en la cerca de la seva essència.
Ricardo Becher va morir en 2011 a causa d'un quadre de asma i bronquitis als vuitanta-un anys d'edat.

## Filmografia parcial
Director
- El Gauchito Gil: la sangre inocente (2006)
- Herencia (curtmetratge) (1995)
- Allá lejos y hace tiempo (1969)
- Tiro de gracia (1969)
- Racconto (inèdita) (1963)
- Crimen (curtmetratge) (1962)
- De vuelta a casa (curtmetratge) (1961)
- Esto es minería (curtmetratge) (1961)
- Análisis de una feria (curtmetratge) (1955)

Codirector
- The Players vs. Ángeles caídos (1969)

Asistente de director
- Setenta veces siete (1962)
- Homenaje a la hora de la siesta (1962)
- Prisioneros de una noche (1962)
- Piel de verano (1961)
- Un guapo del 900 (1960)

Coguionista
- La entrega (2002)